# Cristina Aristoy
Cristina Aristoy (Valencia, 1988) es una joyera y empresaria española, cofundadora en 2014 de la marca de joyería Singularu. En 2023, fue galardonada con el premio Joven Empresaria del Año de la Asociación de Jóvenes Empresarios Valencianos (AJEV).

## Trayectoria
En 2010, se graduó en diseño industrial en la Universidad Politécnica de Valencia, donde también completó una licenciatura en organización industrial en 2013. En paralelo, se formó en diseño de joyas en la Escuela de Arte y Superior de Diseño de Valencia (EASD), y completó sus estudios en la Universidad de Middlesex en Londres, y en la Universidad Sungkyunkwan en Seúl.
En 2013, después de varios años fuera de España, regresó a Valencia con el objetivo de emprender, aunque sin una idea empresarial definida. Ese mismo año participó en un evento de emprendimiento organizado por Demium Startups, donde conoció a Paco Tormo. Juntos fundaron Singularu en 2014, inicialmente como un marketplace de productos artesanales personalizados. Sin embargo, la complejidad del modelo llevó a una evolución hacia el sector de la joyería, donde Aristoy ya contaba con ciertos conocimientos y contactos en el entorno joyero valenciano.
La empresa comenzó con un modelo híbrido que combinaba joyas personalizables a partir de bases predefinidas con pequeñas colecciones en stock para reducir los tiempos de entrega. En 2017, abrió su primera tienda física en Valencia y en 2019 incorporó el modelo de franquicia. Aristoy ha liderado la empresa junto a Tormo durante el crecimiento y consolidación de la empresa.

## Reconocimientos
En 2014, Cristina Aristoy fue seleccionada para participar en el programa de aceleración de empresas de Lanzadera, promovido por el empresario Juan Roig, lo que supuso un impulso clave en la profesionalización del proyecto Singularu. En 2021, la Asociación de Empresarias y Profesionales de Valencia (EVAP) la galardonó con el Premio Joven talento, un reconocimiento que la organización otorga a mujeres empresarias, profesionales o directivas que destacan por su labor en diversidad, integridad y profesionalidad.
En 2022, año en que Valencia fue designada Capital Mundial del Diseño, recibió el premio al emprendimiento y la innovación otorgado por Forinvest, en reconocimiento a su trayectoria empresarial. Al año siguiente, en 2023, fue distinguida con el premio de la Asociación de Jóvenes Empresarios de Valencia (AJEV) como Joven Empresaria del Año.